# Nodipecten
Nodipecten é um género de bivalve da família Pectinidae, classificado por Dall em 1898.
Este género contém as seguintes espécies:
- Nodipecten fragosus (Conrad, 1849)
- Nodipecten magnificus (G. B. Sowerby I, 1835)
- Nodipecten nodosus (Linnaeus, 1758)
- Nodipecten subnodosus (G. B. Sowerby I, 1835)[1]